# Michael Burry
Michael James Burry (* 19. Juni 1971 in San José, Kalifornien) ist ein US-amerikanischer Investor, Hedgefondsmanager und nicht praktizierender Arzt. Burry wurde für seine Wette gegen den US-amerikanischen Immobilienmarkt kurz vor dessen Zusammenbruch bekannt, der die Große Rezession ab 2007 auslöste. Sein Privatvermögen wurde 2023 auf 1,2 Milliarden US-Dollar geschätzt.

## Leben
Michael Burry wuchs im Silicon Valley auf und verlor im Alter von zwei Jahren eines seiner Augen durch ein Retinoblastom, weshalb er ein Augenimplantat trägt.
Burry studierte Medizin sowie im Nebenfach Wirtschaftswissenschaften an der Universität von Kalifornien in Los Angeles und promovierte an der medizinischen Fakultät der Vanderbilt-Universität. Eine begonnene Facharztausbildung in Neurologie am medizinischen Zentrum der Stanford-Universität brach er jedoch ab. Er war zu dieser Zeit bereits als Hobbyanleger tätig.
Burry gründete 2000 seinen eigenen Hedgefonds mit dem Namen Scion Capital, finanziert durch eine Erbschaft und Darlehen seiner Familie. Ende 2004 verwaltete er bereits Anlagen in Höhe von über 600 Millionen US-Dollar. 2005 begann Burry, sich auf den Subprime-Markt zu konzentrieren. Durch seine Analyse der Hypothekenvergabepraktiken in den Jahren 2003 und 2004 sagte er korrekt voraus, dass die Immobilienblase 2007 zusammenbrechen würde. Diese Schlussfolgerung veranlasste Burry, den Markt zu shorten, indem er Goldman Sachs und andere Investmentfirmen überzeugte, ihm Credit Default Swaps gegen Subprime-Geschäfte zu verkaufen, die er als anfällig ansah.
Als Scion Capital mit dieser riskanten Wette anfangs hohe Verluste einfuhr, sah sich Burry einer Revolte seiner Anleger ausgesetzt. 2007 erwies sich Burrys Analyse allerdings tatsächlich als korrekt. Die Immobilienblase in den Vereinigten Staaten platzte und es kam reihenweise zu Kreditausfällen. Burry machte dabei einen persönlichen Gewinn von 100 Mio. US-Dollar und einen Gewinn für seine verbleibenden Investoren von mehr als 700 Mio. US-Dollar. Scion Capital verzeichnete schließlich eine Rendite von 489,34 % (nach Abzug von Gebühren und Kosten) zwischen der Auflegung am 1. November 2000 und Juni 2008 gegenüber einem Marktdurchschnitt von 3 %.
2008 eliminierte Burry Scion Capital, um sich auf seine eigenen persönlichen Investitionen zu konzentrieren. 2013 gründete Burry seinen Hedgefonds erneut, diesmal unter dem Namen Scion Asset Management.
In den Medien tritt er immer wieder in Erscheinung, zum Beispiel 2020, als er ETFs eine „Blase“ nannte oder als er 2021 Shortwetten auf die Tesla-Aktie platzierte.

## Persönliches
Burry ist verheiratet, hat Kinder und lebt derzeit in Saratoga in Kalifornien. Laut eigenen Angaben hat er das Asperger-Syndrom.
Obwohl er nicht als Arzt tätig ist, hält er seine Approbation weiterhin durch Fortbildungen aufrecht und dürfte somit als Arzt praktizieren.

## Medien
Im Sachbuch The Big Short : Wie eine Handvoll Trader die Welt verzockte von Michael Lewis spielt Burry eine wichtige Rolle.
Im Film The Big Short, einer biografischen Dramödie von 2015, welches auf dem gleichnamigen Buch basiert, wird Burry von Christian Bale dargestellt.